# Jorge Ortega
Jorge Arturo Ortega Acevedo (Mexicali, 2 de febrero de 1972) es poeta y ensayista mexicano. Doctor en Filología Hispánica por la Universidad Autónoma de Durango.
En los años 2007 y 2022 fue incorporado al Sistema Nacional de Creadores de Arte (SNCA) en la disciplina de poesía. 
Durante los períodos 2000-2001 y 2002-2003 fue becario en la especialidad de poesía del programa de Jóvenes Creadores del Fondo Nacional para la Cultura y las Artes.
Colabora en diversos medios especializados de Iberoamérica, entre los que destacan Buenos Aires Poetry, Círculo de Poesía, Altazor, Tierra Adentro, Letras Libres, Quimera y Revista de Occidente.
Actualmente es catedrático del Centro de Enseñanza Técnica y Superior en México.

## Obra
Destacan en poesía: Cuaderno carmesí (Conaculta, 1997), obra que peca de obsesiva y perfeccionista por su minería lingüística; Estado de tiempo (Ediciones Hiperión, 2005); Devoción por la piedra (Conaculta, Coneculta, 2010; Mantis Editores, CETYS, 2016), que instala al lector en su máquina del tiempo: una exploración del mundo y todas sus posibilidades de interpretación; y Guía de forasteros (Bonobos Editores, 2014), poemario que surge de la experiencia sensorial.
En ensayo: Fronteras de sal. Mar y desierto en la poesía de Baja California ( UABC, Mexicali México, 2000); Litoral de prosa: portafolio cultural (UABC, Mexicali, México, 2001) y Tríptico arbitrario ( Mexicali, México, 2005), títulos que reflejan el grado de compromiso que el autor desarrolla en torno a la literatura. 
Asimismo, en publicaciones colectivas: A contraluz. Poéticas y reflexiones de la poesía mexicana reciente (Fondo Editorial Tierra Adentro, Conaculta, México, 2005) y El hacha puesta en la raíz. Ensayistas mexicanos para el siglo XXI (Fondo Editorial Tierra Adentro, Conaculta, México, 2006).

## Reconocimientos
Obtuvo el Premio Estatal de Literatura de Baja California en 2000 y 2004 en los géneros de poesía y ensayo literario, respectivamente; el Premio Nacional de Poesía Tijuana en 2001, el Premio Internacional de Poesía Jaime Sabines 2010 y el Premio Nacional de Literatura Gilberto Owen 2022 en el género de Poesía. En 2005 resultó finalista único del XX Premio Hiperión de poesía convocado en España.